# Ferrari 330 P3
La Ferrari 330 P3 è una vettura da competizione che corse nel campionato mondiale sportprototipi nel 1966.

## Il progetto
La Ferrari aveva conquistato il titolo mondiale nel 1965. Delle 20 gare in programma, le sue vetture ne vinsero 10 (4 della P2). Nel pieno della rivalità con la Ford, la Ferrari decise di realizzare una vettura per la stagione 1966, in grado di competere con le GT40 della casa americana, che già l'anno precedente si erano dimostrate molto competitive. Il design della vettura fu affidato a Piero Drogo, ex-pilota che a Modena aveva aperto la Carrozzeria Sports Cars.
L'aerodinamica fu particolarmente curata, anche per i nuovi regolamenti della FIA, che prevedevano una dimensione minima per il parabrezza. La vettura fu realizzata sia in versione berlinetta che in versione spider. La carrozzeria era in alluminio, tranne le portiere, in fibra di vetro. I cerchioni, stampati in lega di magnesio, erano della Campagnolo. Il telaio era a traliccio in tubi d'acciaio, su cui erano stati rivettati pannelli di alluminio, per aumentare la rigidità senza pregiudicare la leggerezza, soluzione inventata dagli assemblatori inglesi di Formula 1, e usata per la prima volta dalla Ferrari nella 158 F1. Le sospensioni erano a quadrilateri deformabili con ruote indipendenti. Gli ammortizzatori erano telescopici con molle elicoidali. 
Il motore era un V12, con angolo di 60° fra le bancate e cilindrata di 3967,44cm³, derivato dal V12 di 2953,21 cm³ disegnato da Gioachino Colombo e montato per la prima volta sulla 250 Europa GT, berlinetta stradale del 1954. Questo motore, con successivi aumenti di cilindrata, fu impiegato in un gran numero di Ferrari, stradali e da competizione, tra cui la 250 Testa Rossa, la 250 GTO e la 250LM e sulla 250 P, capostipite della serie di prototipi di cui la 330 P3 era la terza evoluzione. Rispetto alla 330 P2 la cilindrata rimase invariata, ma si passò dall'alimentazione a carburatori alla più moderna iniezione indiretta della Lucas. La potenza crebbe da 410 CV a 420 CV. La frizione era fra il motore e il cambio, prodotto dalla tedesca ZF. Furono realizzate tre 330 P3, con numero di telaio 0844, 0846 e 0848. Il numero limitato di vetture realizzate, e l'uso di componenti straniere, è spiegato dalla condizione sociale dell'Italia dell'epoca. Nel 1966 iniziarono agitazioni sindacali, preludio del 1968. Gli scioperi colpirono anche la Ferrari, che prima limitò la produzione, e poi da metà campionato non schierò più le 330 P3.
A fine stagione, le tre 330 P3 subirono diverse modifiche, prendendo poi nuove denominazioni.

## Il campionato 1966

### Le rivali
La 330 P3 correva nella categoria prototipi con cilindrata superiore a 2000 cm³. Come nella stagione precedente, la principale avversaria della Ferrari era la Ford GT40. Nel 1966 la Ford portò la cilindrata del V8 della GT40 da 4992 a 6997 cm³, aumentando la potenza da 425 CV a 485 CV. Questa versione fu denominata Mark II. L'aumento di cilindrata comportò anche l'accentuarsi del maggiore difetto della GT40, la scarsa maneggevolezza, tanto che le nuove Mark II non vennero nemmeno schierate alla 1000 km del Nürburgring. La GT40 vincerà 3 delle 14 gare del campionato.
L'altra avversaria era la Chaparral 2D. La vettura, schierata dalla piccola casa americana, montava anch'essa un V8, ma al contrario della GT40 non aveva problemi di maneggevolezza. L'unica sua vittoria della stagione fu alla 1000 km del Nurburgring.
La Porsche 906, non una diretta rivale in campionato, poiché iscritta alla categoria prototipi con cilindrata inferiore a 2000 cm³, grazie alla sua maneggevolezza nei circuiti tortuosi riuscì a confrontarsi alla pari con le vetture di maggiore cilindrata, risultando a volte anche superiore. Vinse 4 della 13 gare di campionato.

### Le gare

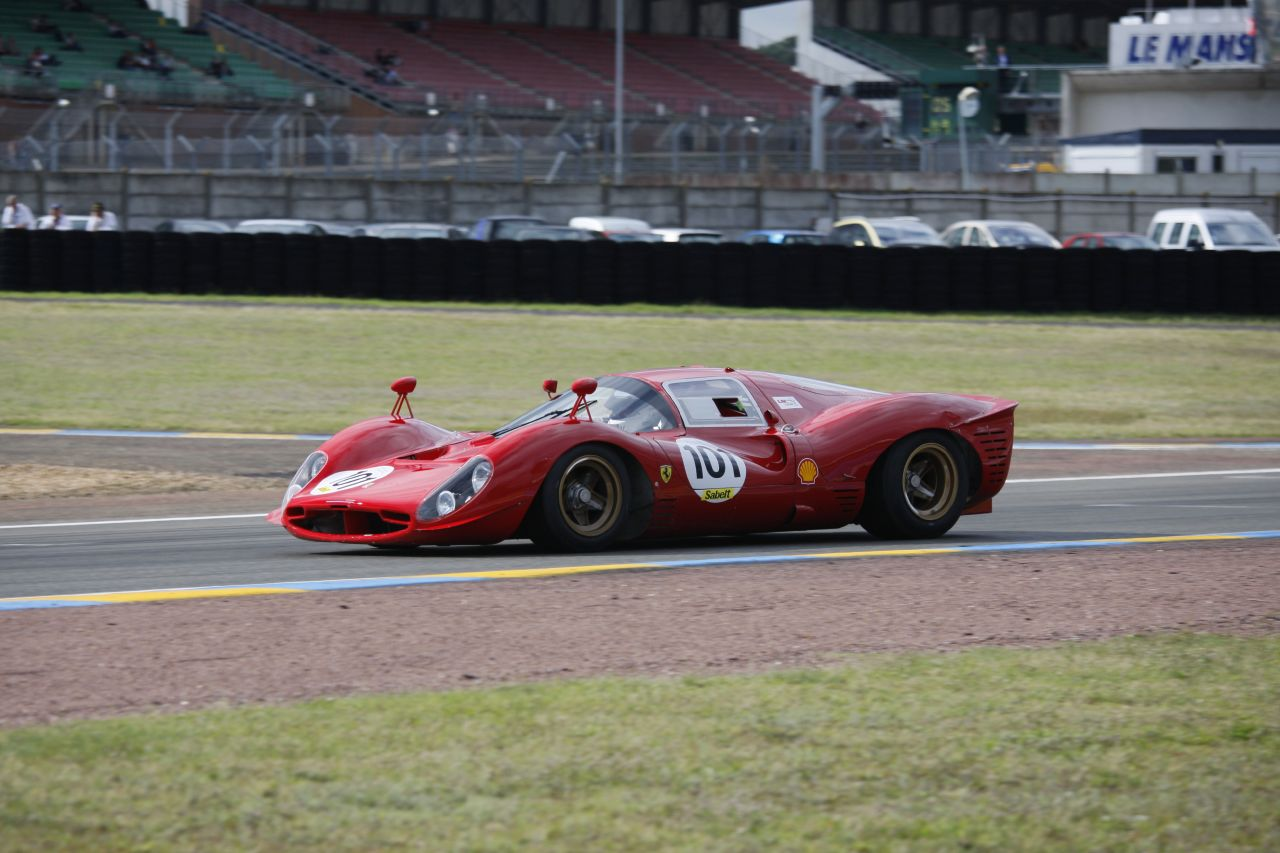
Una 412 P sul circuito di Le Mans

La prima gara della stagione doveva essere la prima 24 Ore di Daytona. Ma la Ferrari, rallentata dagli scioperi, non completò la nuova vettura, e così vinse una Ford GT40 Mark II.
La seconda gara, corsa il 26 marzo, fu la 12 Ore di Sebring. La Ferrari schierò una sola 330 P3, con equipaggio Parkes/Bondurant, che si ritirò per rottura del cambio. Al primo posto giunse la Ford X1, un prototipo con carrozzeria barchetta derivato dalla GT40, pilotata da Ken Miles e Lloyd Ruby. Seconda e terza due GT40.
IL 25 aprile si corse la 1000 km di Monza. L'unica 330 P3 in gara, fu affidata all'equipaggio Surtees/Parkes, che vinsero sotto un diluvio.
L'8 maggio si disputò la Targa Florio, 10 giri sulla distanza di 720 km. La Ferrari schierò una 330 P3, alla cui guida si alternarono Nino Vaccarella e Lorenzo Bandini. Vaccarella partì per primo, e preso il comando, rimase in testa fino al cambio con Bandini, che al 6º giro, in un tentativo di sorpasso di una vettura più lenta, urtò il bordo di un marciapiede, danneggiando il cerchione. Bandini perse il controllo della vettura e precipitò in una scarpata. La gara fu vinta dalla Porsche 906 di Mairesse/Müller. Seconda un'altra vettura una Ferrari Dino 206 S guidata da Guichet e Baghetti; il podio fu completato da un'altra Porsche, condotta dagli italiani Pucci/Arena.
Il 25 maggio si disputò la 1000 km di Spa, corsa per la prima volta sulla distanza di 1000 km e non più di 500. La 330 P3 di Parkes/Scarfiotti, ottenne l'ultima vittoria della stagione. Come a Monza, la vettura era la numero di telaio 0844. Al secondo e terzo posto giunsero due GT40. Il 5 giugno si corse la 1000 km del Nürburgring. La Ferrari affidò la sua 330 P3 all'equipaggio Parkes/Surtees, e schierò anche una Dino 206 S, affidata al duo Bandini/Scarfiotti. Una seconda Dino 206 S fu schierata dalla scuderia N.A.R.T, con alla guida Pedro Rodríguez e Jean Guichet. Sul tortuoso circuito il pericolo per la Ferrari non erano le GT40 con i grossi motori V8 - le nuove Mark II con cilindrata maggiorata non furono nemmeno portate in gara - ma le Porsche con la 906 e la Chaparral, la cui 2D aveva dimostrato grande maneggevolezza. La pole fu conquistata dalla 330 P3, mentre al secondo e terzo posto partirono la Chaparral e una Porsche. La 330 P3 di Parkes rimase in prima posizione fino alla fine della prima ora, poi rientrò per la rottura di un ammortizzatore. La vettura rientrò in pista al 22º posto con Surtees, che recuperò terreno, ma al 18º giro subì una nuova rottura all'ammortizzatore. La 330 P3 rientrò in 33ª posizione, di nuovo con Parkes. Il britannico riuscì a recuperare, finendo 7º. Alla Porsche non andò meglio: quattro delle cinque 906 ufficiali furono costrette al ritiro, e l'unica rimasta giunse quarta. Vinse la Chaparral 2D, seguita dalle due Dino 206 S.
La 24 Ore di Le Mans fu disputata il 19 giugno. La Ferrari riuscì a schierare due 330 P3. La numero di telaio 0844, affidata all'equipaggio Guichet/Bandini, si ritirò per rottura del motore, e la numero di telaio 0848, di Parkes/Scarfiotti/Surtees, si ritirò per un incidente. La terza 330 P3, con numero di telaio 0846, affidata alla scuderia N.A.R.T. con l'equipaggio Rodriguez/Ginther, si ritirò per rottura del cambio. Le GT40 conquistarono i primi tre posti.
Il 17 luglio era in programma la 500 km del Mugello. La Ferrari iscrisse una sola P3, ma uno sciopero impedì la partecipazione alla gara. Anche l'unica GT40 iscritta dalla Ford non disputò la gara, vinta dalla Porsche 906.
La gara successiva fu la Coppa città di Enna, corsa sul circuito di Pergusa il 7 agosto. La Ferrari, sempre più in difficoltà per gli scioperi, non riuscì a schierare nemmeno una P3. Delle due GT40 iscritte, una non partì e una non si qualificò. La gara fu vinta da una Dino 206 S.
La 500 km del Nürburgring, disputata il 4 settembre, non vide la partecipazione di Ferrari, Ford, Chaparral e Porsche. La vittoria fu della piccola Abarth 1300 OT.
La GT40 non partecipò al Gran Premio di Hockenheim né allo Swiss Mountain Grand Prix, vinti dalla Porsche.
L'ultima gara fu la prima edizione della 500 km di Zeltweg, corsa l'11 settembre.. Anche qui la Ferrari non iscrisse nemmeno una 330 P3. Vinse la 906 di Mitter/Herrmann. La migliore delle GT40 giunse al 4º posto, dietro ad altre due 906.
Il mondiale 1966 fu vinto dalla Ford con 38 punti, e Ferrari seconda a 36 punti. Per due punti il cavallino perse la coppa.

## Versioni successive

### La 412 P

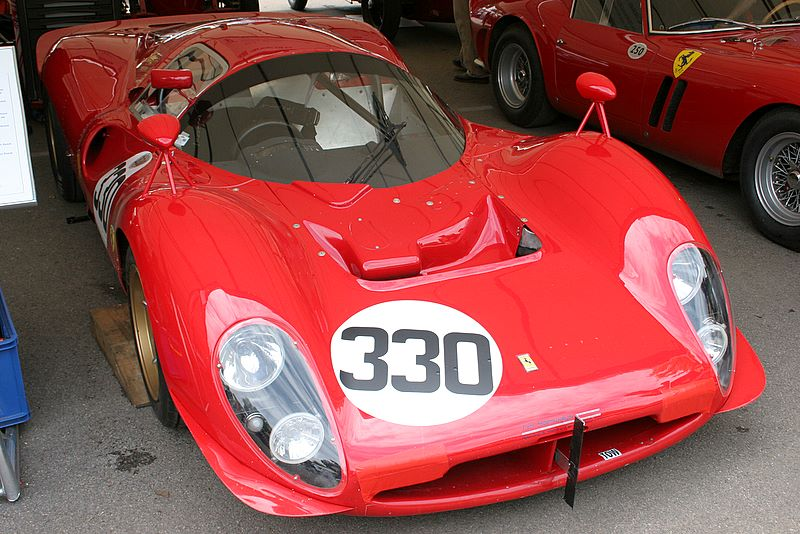
Una 412 P al Goodwood Festival of Speed

All'inizio del 1967, la Ferrari decise di realizzare delle vetture da destinare alle scuderie private. Le due P3 con numero di telaio 0844 e 0848 vennero ricarrozzate da Piero Drogo, con una linea che le avvicinava alle nuove P4. Ciò comportò l'aggiunta di appendici aerodinamiche, non presenti sulla 330 P3, in particolare spoiler all'anteriore e al posteriore. Furono dotate di un nuovo telaio con passo allungato a 2412mm, mentre l'alimentazione a iniezione indiretta venne sostituita da 6 carburatori Weber 40DCN2. Altre due 412 P vennero costruite da zero, con numero telaio 0850 e 0854.

#### La stagione 1967
- La numero di telaio 0844 fu schierata dal team N.A.R.T., il suo miglior risultato fu il terzo posto alla 24 Ore di Daytona, guidata dall'equipaggio Rodriguez/Guichet[26].
- La numero di telaio 0854 fu portata in gara dal team Maranello Concessionaires, arrivò terza alla 1000 km di Spa, con l'equipaggio Attwood/Bianchi[27].
- La numero di telaio 0848 apparteneva alla Scuderia Filippinetti. Arrivò quarta alla 1000 km di Monza, con l'equipaggio Vaccarella/Müller[28], e quinta alla Hill Climb Ollon-Villars con Müller alla guida[29].
- La numero di telaio 0850 non partecipò a nessuna gara in quell'anno.

Totalmente, le 412 P presero parte a 7 della 14 gare della stagione 1967.

### La P3/4

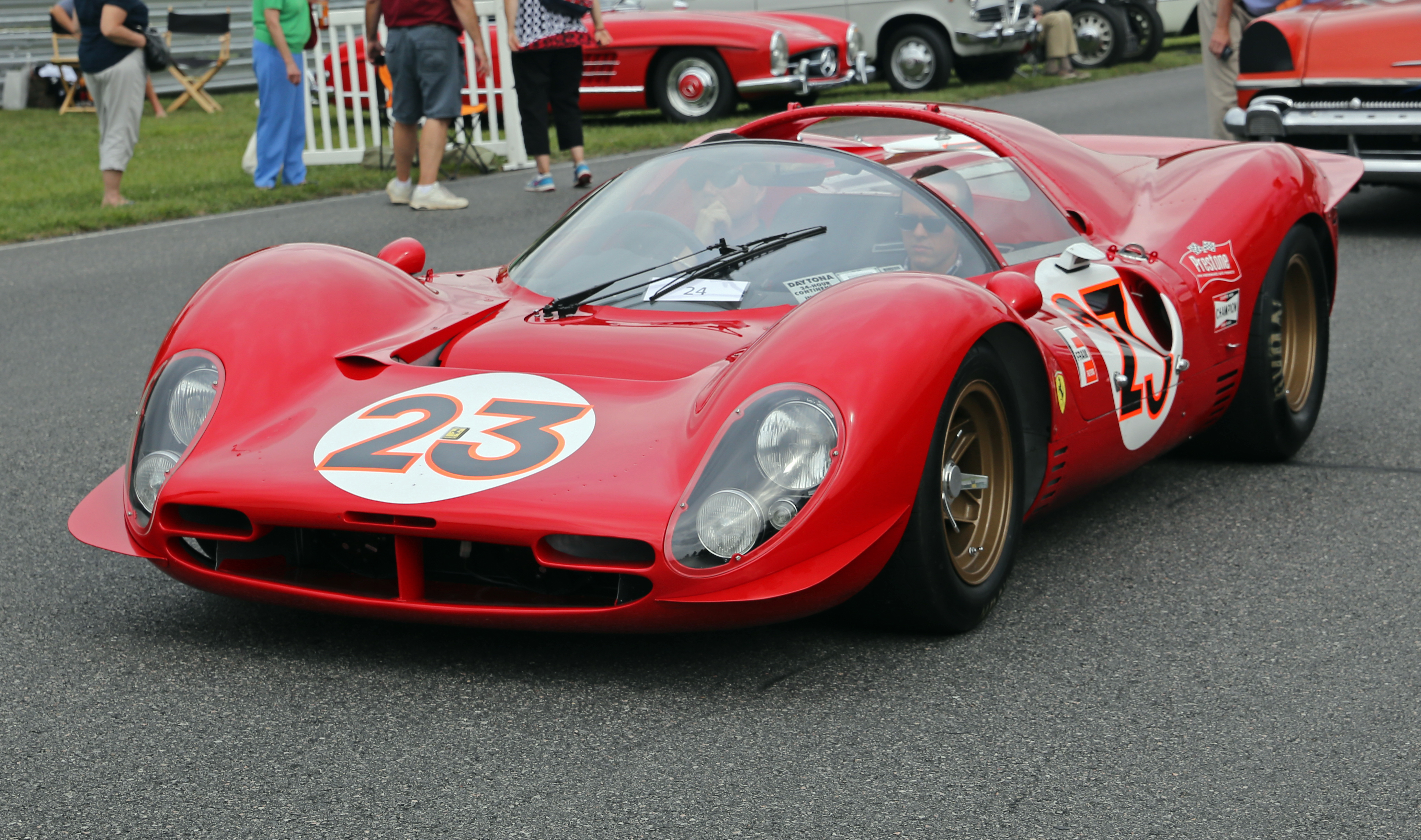
La 330 P3/4 (no 0846)

Per il campionato 1967, la Ferrari modificò la 330 P3 / 0846. Telaio e carrozzeria rimasero inalterati, e le uniche modifiche furono fatte per permettere l'installazione del motore della nuova 330 P4. Il propulsore, dotato di tre valvole per cilindro, erogava 450 CV. Rinominata P3/4, fu schierata dalla Ferrari nella stagione 1967. La vettura conquistò la prima gara, la 24 Ore di Daytona. Dopo un primo incidente alla Targa Florio, la vettura rimase semidistrutta alla 24 Ore di Le Mans: la 330 P3/4 forò, e mentre Scarfiotti tentava di riportarla ai box, le scintille provocate dal cerchione sull'asfalto incendiarono una perdita d'olio della vettura. La 330 P3/4 andò in fiamme; il pilota rimase illeso ma la vettura venne in gran parte danneggiata. In seguito fu acquistata e restaurata dall'americano James Glickenhaus, che ispirandovisi, si fece realizzare dalla Pininfarina la Ferrari P4/5.

### La Can Am
Nel 1968 la FIA cambiò il regolamento, limitando la cilindrata massima dei prototipi a 3000 cm³. Luigi Chinetti, fondatore della scuderia N.A.R.T., aveva schierato nella stagione precedente una 412 P, la numero /0844. Non potendo più schierarla, Chinetti decise di impiegare la 412 P nel campionato CanAm, dal regolamento più permissivo. La vettura fu trasformata in barchetta asportando il tetto, e il motore fu elaborato fino a toccare i 480 CV. Nella prima gara della stagione, a Bridgehampton, la vettura di Ludovico Scarfiotti giunse settima. La vettura non fu mai competitiva: doveva battersi contro avversarie la cui cilindrata spesso arrivava a 7000 cm³, mentre il motore Ferrari rimase fermo a 4000 cm³. Pochi anni dopo Chinetti vendette la vettura.

## Caratteristiche tecniche
| Configurazione                                                                  | Configurazione                                                                                 | Configurazione                                                                                 | Configurazione                                                                                 | Configurazione                                                                                 | Configurazione                                                                                 |
| ------------------------------------------------------------------------------- | ---------------------------------------------------------------------------------------------- | ---------------------------------------------------------------------------------------------- | ---------------------------------------------------------------------------------------------- | ---------------------------------------------------------------------------------------------- | ---------------------------------------------------------------------------------------------- |
| Carrozzeria: Berlinetta                                                         | Carrozzeria: Berlinetta                                                                        | Posizione motore: centrale longitudinale                                                       | Posizione motore: centrale longitudinale                                                       | Trazione: posteriore                                                                           | Trazione: posteriore                                                                           |
| Dimensioni e pesi                                                               |                                                                                                |                                                                                                |                                                                                                |                                                                                                |                                                                                                |
| Ingombri (lungh.×largh.×alt. in mm): 4170 × 1780 × 950                          | Ingombri (lungh.×largh.×alt. in mm): 4170 × 1780 × 950                                         | Ingombri (lungh.×largh.×alt. in mm): 4170 × 1780 × 950                                         | Ingombri (lungh.×largh.×alt. in mm): 4170 × 1780 × 950                                         | Diametro minimo sterzata:                                                                      | Diametro minimo sterzata:                                                                      |
| Interasse: 2400 mm                                                              | Interasse: 2400 mm                                                                             | Carreggiate: anteriore 1462 - posteriore 1431 mm                                               | Carreggiate: anteriore 1462 - posteriore 1431 mm                                               | Altezza minima da terra:                                                                       | Altezza minima da terra:                                                                       |
| Posti totali: 2                                                                 | Posti totali: 2                                                                                | Bagagliaio:                                                                                    | Bagagliaio:                                                                                    | Serbatoio:                                                                                     | Serbatoio:                                                                                     |
| Masse                                                                           | a vuoto: 720 kg                                                                                | a vuoto: 720 kg                                                                                | a vuoto: 720 kg                                                                                | a vuoto: 720 kg                                                                                | a vuoto: 720 kg                                                                                |
| Meccanica                                                                       |                                                                                                |                                                                                                |                                                                                                |                                                                                                |                                                                                                |
| Tipo motore: 12 cilindri a V (angolo tra le bancate: 60°) raffreddato a liquido | Tipo motore: 12 cilindri a V (angolo tra le bancate: 60°) raffreddato a liquido                | Tipo motore: 12 cilindri a V (angolo tra le bancate: 60°) raffreddato a liquido                | Cilindrata: (Alesaggio x corsa: 77 x 71 mm); unitaria 330,62, totale 3.967,44 cm³              | Cilindrata: (Alesaggio x corsa: 77 x 71 mm); unitaria 330,62, totale 3.967,44 cm³              | Cilindrata: (Alesaggio x corsa: 77 x 71 mm); unitaria 330,62, totale 3.967,44 cm³              |
| Distribuzione: Bialbero a camme in testa, 2 valvole per cilindro                | Distribuzione: Bialbero a camme in testa, 2 valvole per cilindro                               | Distribuzione: Bialbero a camme in testa, 2 valvole per cilindro                               | Alimentazione: Iniezione indiretta Lucas                                                       | Alimentazione: Iniezione indiretta Lucas                                                       | Alimentazione: Iniezione indiretta Lucas                                                       |
| Prestazioni motore                                                              | Potenza: 420 CV a 8200 giri; potenza specifica: 106 CV/litro; Rapporto peso/potenza: 1,7 kg/CV | Potenza: 420 CV a 8200 giri; potenza specifica: 106 CV/litro; Rapporto peso/potenza: 1,7 kg/CV | Potenza: 420 CV a 8200 giri; potenza specifica: 106 CV/litro; Rapporto peso/potenza: 1,7 kg/CV | Potenza: 420 CV a 8200 giri; potenza specifica: 106 CV/litro; Rapporto peso/potenza: 1,7 kg/CV | Potenza: 420 CV a 8200 giri; potenza specifica: 106 CV/litro; Rapporto peso/potenza: 1,7 kg/CV |
| Accensione: Doppia, uno spinterogeno                                            | Accensione: Doppia, uno spinterogeno                                                           | Accensione: Doppia, uno spinterogeno                                                           | Impianto elettrico:                                                                            | Impianto elettrico:                                                                            | Impianto elettrico:                                                                            |
| Frizione: Multidisco a secco                                                    | Frizione: Multidisco a secco                                                                   | Frizione: Multidisco a secco                                                                   | Cambio: A 5 rapporti, in blocco con il motore                                                  | Cambio: A 5 rapporti, in blocco con il motore                                                  | Cambio: A 5 rapporti, in blocco con il motore                                                  |
| Telaio                                                                          |                                                                                                |                                                                                                |                                                                                                |                                                                                                |                                                                                                |
| Corpo vettura                                                                   | Traliccio in tubi d'acciaio con pannelli d'alluminio                                           | Traliccio in tubi d'acciaio con pannelli d'alluminio                                           | Traliccio in tubi d'acciaio con pannelli d'alluminio                                           | Traliccio in tubi d'acciaio con pannelli d'alluminio                                           | Traliccio in tubi d'acciaio con pannelli d'alluminio                                           |
| Sterzo                                                                          | A cremagliera                                                                                  | A cremagliera                                                                                  | A cremagliera                                                                                  | A cremagliera                                                                                  | A cremagliera                                                                                  |
| Sospensioni                                                                     | anteriori: Quadrilateri deformabili / posteriori: Quadrilateri deformabili                     | anteriori: Quadrilateri deformabili / posteriori: Quadrilateri deformabili                     | anteriori: Quadrilateri deformabili / posteriori: Quadrilateri deformabili                     | anteriori: Quadrilateri deformabili / posteriori: Quadrilateri deformabili                     | anteriori: Quadrilateri deformabili / posteriori: Quadrilateri deformabili                     |
| Freni                                                                           | anteriori: a disco ventilati / posteriori: a disco ventilati                                   | anteriori: a disco ventilati / posteriori: a disco ventilati                                   | anteriori: a disco ventilati / posteriori: a disco ventilati                                   | anteriori: a disco ventilati / posteriori: a disco ventilati                                   | anteriori: a disco ventilati / posteriori: a disco ventilati                                   |
| Prestazioni dichiarate                                                          |                                                                                                |                                                                                                |                                                                                                |                                                                                                |                                                                                                |
| Velocità: 310 km/h                                                              | Velocità: 310 km/h                                                                             | Velocità: 310 km/h                                                                             | Accelerazione:                                                                                 | Accelerazione:                                                                                 | Accelerazione:                                                                                 |
| Altro                                                                           |                                                                                                |                                                                                                |                                                                                                |                                                                                                |                                                                                                |
| Rapporto di compressione                                                        | 11,4:1                                                                                         | 11,4:1                                                                                         | 11,4:1                                                                                         | 11,4:1                                                                                         | 11,4:1                                                                                         |